# Pothyne borneotica
Pothyne borneotica är en skalbaggsart som beskrevs av Stefan von Breuning 1940. Pothyne borneotica ingår i släktet Pothyne och familjen långhorningar. Inga underarter finns listade i Catalogue of Life.